# Neunerkogel
Neunerkogel är en bergstopp i Österrike.   Den ligger i distriktet Imst och förbundslandet Tyrolen, i den västra delen av landet, 400 km väster om huvudstaden Wien. Toppen på Neunerkogel är 2 640 meter över havet, eller 79 meter över den omgivande terrängen. Bredden vid basen är 0,21 km. Neunerkogel ligger vid sjöarna  Finstertaler Seen och Speicher Finstertal.
Terrängen runt Neunerkogel är huvudsakligen bergig, men den allra närmaste omgivningen är kuperad. Närmaste större samhälle är Telfs, 12,1 km norr om Neunerkogel. 
Trakten runt Neunerkogel består i huvudsak av gräsmarker. Runt Neunerkogel är det ganska tätbefolkat, med 65 invånare per kvadratkilometer.